# Le Mayet-de-Montagne
Le Mayet-de-Montagne è un comune francese di 1 701 abitanti situato nel dipartimento dell'Allier della regione dell'Alvernia-Rodano-Alpi.

## Società

### Evoluzione demografica
Abitanti censiti